# Диференціальне числення
Диференціальне числення — розділ математики, в якому вивчаються похідні, диференціали та їх застосування в дослідженні властивостей функцій. Формування диференціального числення пов'язано з іменами Ісаака Ньютона та Ґотфріда Лейбніца. Саме вони чітко сформували основні положення та вказали на взаємообернений характер диференціювання та інтегрування. Створення диференціального числення (разом з інтегральним) відкрило нову епоху у розвитку математики. З цим пов'язані такі дисципліни як теорія рядів, теорія диференціальних рівнянь та багато інших. Методи математичного аналізу знайшли використання у всіх розділах математики. Дуже поширилася область застосування математики у природничих науках та техніці.
Диференціальне числення базується на таких найважливіших поняттях математики, визначення та дослідження яких і становлять предмет введення до математичного аналізу: дійсні числа (числова пряма), функція, границя, неперервність. Всі ці поняття отримали сучасне трактування у ході розвитку й обґрунтування диференціального та інтегрального числень.
Основна ідея диференціального числення складається у вивченні функції у малому. Точніше диференціальне числення дає апарат для дослідження функцій, поведінка яких у досить малому околі кожної точки близька до поведінки лінійної функції чи многочлена. Таким апаратом слугують центральні поняття диференціального числення: похідна і диференціал.

## Похідна
Поняття похідної виникло з великої кількості задач природничих наук і математики, які зводилися до обчислення границь одного й того ж типу. Найголовніші серед них — обчислення швидкості прямолінійного руху точки та побудова дотичної до графіка функції.

### Обчислення швидкості
Якщо рух точки є прямолінійним рівномірним, то швидкість не змінюється з часом і визначається як відношення пройденого шляху на час, який був витрачений на це. Проте, якщо рух є нерівномірним, то швидкість є функція часу, оскільки за однакові проміжки часу пройдений шлях буде різним. Наприклад, вільне падіння тіл. Закон руху такого тіла задається формулою {\displaystyle s(t)={\frac {gt^{2}}{2}}}, де s — пройдений шлях з початку падіння (в метрах), t — час падіння (в секундах), g — стала величина, яка називається прискоренням вільного падіння, {\displaystyle g\approx 9{,}8} м/с2. Таким чином за першу секунду падіння тіло пролетить (приблизно) 4,9 м, за другу — 14,7 м, а за десяту — 93,2 м, тобто падіння відбувається нерівномірно. Тому обчислення швидкості як відношення шляху до часу тут не може бути використаним. У цьому випадку розглядається середня швидкість руху за деякий проміжок часу після (або до) фіксованого моменту {\displaystyle t}. Вона (швидкість) визначається як відношення довжини шляху, який пройдено за цей проміжок часу, до його тривалості. Ця середня швидкість залежить не лише від моменту {\displaystyle t}, але й від вибору проміжку часу. Для нашого прикладу середня швидкість падіння за проміжок часу від {\displaystyle t} до {\displaystyle t+\Delta t} дорівнює:
{\displaystyle {\frac {s(t+\Delta t)-s(t)}{\Delta t}}=gt+{\frac {g}{2}}\Delta t\qquad (1)}
При необмеженому зменшенні проміжку {\displaystyle \Delta t}, вираз (1) поступово наближується до {\displaystyle gt}. Цю величину називають швидкістю руху в момент часу {\displaystyle t}. Таким чином, швидкість руху у будь-який момент руху визначається як границя середньої швидкості, коли проміжок часу необмежено зменшується.
В загальному випадку ці розрахунки необхідно проводити для будь-якого моменту часу {\displaystyle t}, проміжку часу від {\displaystyle t} до {\displaystyle t+\Delta t} та закону руху, який виражається формулою {\displaystyle s=f(t)}. Тоді середня швидкість руху за проміжок часу від {\displaystyle t} до {\displaystyle t+\Delta t} задається формулою {\displaystyle {\frac {\Delta s}{\Delta t}}}, де {\displaystyle \Delta s=f(t+\Delta t)-f(t)}, а швидкість руху у момент часу {\displaystyle t} дорівнює:
{\displaystyle v(t)=\lim _{\Delta t\to 0}{\frac {\Delta s}{\Delta t}}=\lim _{\Delta t\to 0}{\frac {f(t+\Delta t)-f(t)}{\Delta t}}\qquad (2)}
Основні переваги швидкості у даний момент, або миттєвої швидкості, перед середньою у тому, що вона є функцією часу як і закон руху, а не функцією інтервалу ({\displaystyle t}, {\displaystyle t+\Delta t}). Проте, миттєва швидкість є деякою абстракцією, оскільки безпосередньому вимірюванню підлягає лише середня швидкість, а не миттєва.

### Побудова дотичної
До виразу типу (2) зводиться задача побудови дотичної до площини кривої у деякій точці {\displaystyle M}. Нехай крива Г є графіком функції {\displaystyle y=f(x)}. Положення дотичної можна знайти якщо знати її кутовий коефіцієнт, тобто тангенс кута {\displaystyle \alpha }, який дотична утворює з додатнім напрямом осі {\displaystyle Ox}.
Позначимо через {\displaystyle x_{0}} абсцису точки {\displaystyle M}, а через {\displaystyle x_{1}=x_{0}+\Delta x} — абсцису точки {\displaystyle M_{1}}. Кутовий коефіцієнт січної {\displaystyle MM_{1}} дорівнює:
{\displaystyle \tan \beta ={\frac {M_{1}N}{MN}}={\frac {\Delta y}{\Delta x}}={\frac {f(x_{0}+\Delta x)-f(x_{0})}{\Delta x}}},
де {\displaystyle \Delta y=M_{1}N=f(x_{0}+\Delta x)-f(x_{0})} — приріст функції на проміжку {\displaystyle [x_{0},x_{1}]}. Якщо визначати дотичну у точці {\displaystyle M} як граничне положення січної {\displaystyle MM_{1}} при {\displaystyle x_{1}} прямує до нуля, то отримаємо:
{\displaystyle \tan \alpha =\lim _{\Delta x\to 0}{\frac {\Delta y}{\Delta x}}=\lim _{\Delta x\to 0}{\frac {f(x_{0}+\Delta x)-f(x_{0})}{\Delta x}}}.

### Поняття похідної
Отже, якщо не зважати на механічний та геометричний зміст попередніх задач, а виділити спільних метод їх розв'язку приходимо до поняття похідної.
Похідною функції {\displaystyle y=f(x)} у точці {\displaystyle x} називається границя (якщо ця границя існує) відношення приросту функції до приросту аргументу, що прямує до нуля так що: 
{\displaystyle y'=f'(x)=\lim _{\Delta x\to 0}{\frac {\Delta y}{\Delta x}}=\lim _{\Delta x\to 0}{\frac {f(x+\Delta x)-f(x)}{\Delta x}}}.
За допомогою похідної також можна визначити силу струму, як границю {\displaystyle \lim _{\Delta t\to 0}{\frac {\Delta q}{\Delta t}}}, де {\displaystyle \Delta q} — додатній електричний заряд, який проходить через провідник за час {\displaystyle \Delta t}, а також багато інших задач фізики та хімії.
Похідну функції {\displaystyle y=f(x)} позначають {\displaystyle f'(x),y',{\frac {dy}{dx}},{\frac {df}{dx}},Df(x)}.
Якщо функція {\displaystyle y=f(x)} має похідну у точці {\displaystyle x_{0}}, то вона визначена як у самій точці {\displaystyle x_{0}}, так і у деякому околі цієї точки та неперервна у точці {\displaystyle x_{0}}. Проте, обернене твердження змісту не має. Наприклад, неперервна у кожній точці функція {\displaystyle y=|x|=+{\sqrt {x^{2}}}}, графіком якої є бісектриси першого та другого координатних кутів, при {\displaystyle x=0} не має похідної, оскільки відношення {\displaystyle {\frac {\Delta y}{\Delta x}}} не має границі при {\displaystyle \Delta x\to 0}: якщо {\displaystyle \Delta x>0}це відношення дорівнює {\displaystyle +1}, а якщо {\displaystyle \Delta x<0}, то воно дорівнює {\displaystyle -1}. Більш того, існують неперервні функції, які не мають похідної в усіх точках.
Операцію знаходження похідної називають диференціюванням. На класі функцій, що мають похідну, ця операція лінійна.
Якщо функція є складеною, тобто {\displaystyle y=f(u)} та {\displaystyle u=\phi (x)}, або всерівно що {\displaystyle y=f[\phi (x)]}, то {\displaystyle {\frac {dy}{dx}}={\frac {dy}{du}}\cdot {\frac {du}{dx}}=f'(u)\phi '(x)}
Якщо похідна {\displaystyle f'(x)} має похідну, то її називають другою похідною функції {\displaystyle y=f(x)} та позначають {\displaystyle y'',f''(x),{\frac {d^{2}x}{dx^{2}}},{\frac {d^{2}f}{dx^{2}}},D^{2}f(x)}. З механічної точки зору друга похідна — це прискорення.
Аналогічним чином дається визначення похідної вищого порядку. Похідна порядку n позначається: {\displaystyle y^{n},f^{n}(x),{\frac {d^{n}x}{dx^{n}}},{\frac {d^{n}f}{dx^{n}}},D^{n}f(x)}.

### Таблиця похідних

#### Основні похідні
- Похідна від сталої: {\displaystyle (C)'=0\,}
- Похідна від степеневої функції: {\displaystyle (x^{n})'=nx^{n-1}\,}
- Похідна від показникової функції: {\displaystyle (a^{x})'=a^{x}\ln a\,}
- Похідна від експоненти: {\displaystyle (e^{x})'=e^{x}\,}
- Похідна від логарифмічної функції: {\displaystyle (\log _{a}x)'={\frac {1}{x\ln a}}}
- Похідна від натурального логарифма: {\displaystyle (\ln x)'={\frac {1}{x}}}
- Похідна від синуса: {\displaystyle (\sin x)'=\cos x\,}
- Похідна від косинуса: {\displaystyle (\cos x)'=-\sin x\,}
- Похідна від тангенса: {\displaystyle (\tan x)'={\frac {1}{\cos ^{2}x}}}
- Похідна від котангенса: {\displaystyle (\cot x)'=-{\frac {1}{\sin ^{2}x}}}
- Похідна від арксинуса: {\displaystyle (\arcsin x)'={\frac {1}{\sqrt {1-x^{2}}}}}
- Похідна від арккосинуса: {\displaystyle (\arccos x)'={\frac {-1}{\sqrt {1-x^{2}}}}}

#### Правила диференціювання
- Сталу можна виносити за знак похідної: {\displaystyle [Cf(x)]'=Cf'(x)\,}
- Сума та різниця похідних: {\displaystyle [f(x)\pm g(x)]'=f'(x)\pm g'(x)}
- Добуток похідних: {\displaystyle [f(x)g(x)]'=f'(x)g(x)+f(x)g'(x)\,}
- Частка похідних: {\displaystyle \left[{\frac {f(x)}{g(x)}}\right]'={\frac {f'(x)g(x)-f(x)g'(x)}{g^{2}(x)}}}

Тут {\displaystyle C,n,a(a>0)} — сталі величини. Ця таблиця, зокрема, показує, що похідна від будь-якої елементарної функції також є елементарна функція.

## Диференціал
Поняття диференціалу є математичним виразом, який у дуже малому околі точки визначає криву як лінійну функцію. На відміну від похідної, воно легко переноситься на відображення одного евклідового простору в іншому та на відображення довільних лінійних нормованих просторів і є одним з основних понять сучасного нелінійного функціонального аналізу.
Диференціалом функції {\displaystyle y=f(x)} називається вираз {\displaystyle dy=y'dx}, де {\displaystyle dx=\Delta x} приріст аргументу x.